# 勒马佐
勒马佐（法語：Le Mazeau，法語發音：[lə mazo]）是法国卢瓦尔河地区大区旺代省的一个市镇，属于丰特奈勒孔特区。

## 地理
勒马佐（46°20'6"N, 0°40'28"W）面积8.23 平方千米，位于法国卢瓦尔河地区大区旺代省，该省份为法国西部沿海省份，北起大西洋卢瓦尔省和曼恩-卢瓦尔省，西临大西洋，南至滨海夏朗德省，东部及东南部与德塞夫勒省接壤。
与勒马佐接壤的市镇（或旧市镇、城区）包括：阿尔赛、勒瓦诺-伊尔洛、伯内、圣西吉斯蒙。

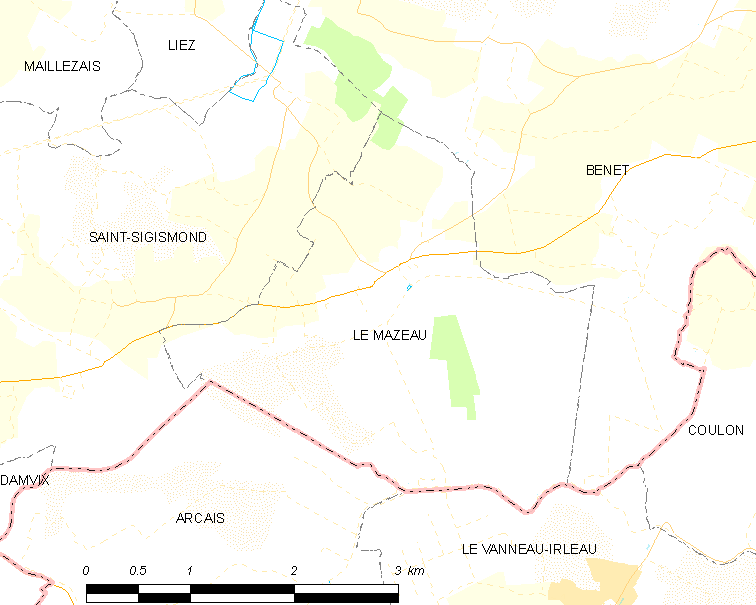
勒马佐的OSM定位图

勒马佐的时区为UTC+01:00、UTC+02:00（夏令时）。

## 行政
勒马佐的邮政编码为85420，INSEE市镇编码为85139。

## 政治
勒马佐所属的省级选区为丰特奈勒孔特县。

## 人口

1962-2008年间勒马佐人口变化图示

勒马佐于2022年1月1日时的人口数量为457人。